# Pamela Wedekind
(Anna) Pamela Wedekind (Berlín, 12 de diciembre de 1906 - Ambach junto al lago Starnberg, 9 de abril de 1986), actriz, cantante y traductora alemana. 

## Biografía
Fue hija del dramaturgo Frank Wedekind y de la actriz Tilly Newes. Su hermana menor fue Kadidja Wedekind.
Se hizo conocida cuando a principios de los años 1920 actuó en las obras de Klaus Mann Anja und Esther y Revue zu Vieren, junto a sus amigos de infancia los hermanos Erika y Klaus Mann, y Gustaf Gründgens quien posteriormente le consiguió trabajo en el Theater an der Gendarmenmarkt de Berlín donde trabajo hasta 1942.
Más adelante trabajó en Hamburgo, Colonia, Múnich (siete años en los Münchner Kammerspiele) y en Berlín. 
Incursionó en la canción francesa antigua en la radio y en el cabaret, y también declamó las poesías de su padre. 
Fue también una activa traductora del francés al alemán, sobre todo de obras de Stendhal y Marcel Pagnol.
Estuvo comprometida con Klaus Mann desde junio de 1924 hasta enero de 1928, pero finalmente se casó con el dramaturgo Carl Sternheim en 1930. 
Tras su separación se casó en 1940 con el actor Charles Regnier, con quien permaneció casada hasta su muerte; tuvieron tres hijos, entre ellos el concertista de guitarra Anatol Regnier, que escribió la tormentosa historia familiar, y la actriz Carola Regnier.

## Traducciones
- Marcel Pagnol: Eine Kindheit in der Provence
- Marcel Pagnol: Macel und Isabelle - Die Zeit der Geheimnisse